# Lăngești
Lăngești – wieś w Rumunii, w okręgu Ardżesz, w gminie Lunca Corbului. W 2011 roku liczyła 380 mieszkańców.